# 布鲁斯·金博尔
布鲁斯·金博尔（英語：Bruce Kimball，1963年6月11日—），生于密歇根州安娜堡，美国男子跳水运动员。他曾代表美国参加1984年夏季奥林匹克运动会跳水比赛，获得男子10米跳台银牌。